# Diego Gracián de Alderete
Pour les articles homonymes, voir Gracián (homonymie) et Alderete.
Diego Gracián de Alderete est un littérateur espagnol du XVe.

## Biographie
Un des secrétaires de Charles Quint et de Philippe II, il a laissé, entre autres,  des traductions de Xénophon, de Thucydide, de Dion Chrysostome, d'Isocrate et des œuvres morales de Plutarque.
Il est le père de Jérôme Gratien Dantisco (1545-1614).